# Adriana Georgescu-Cosmovici
Adriana Georgescu-Cosmovici (n. 23 iulie 1920, București, România – d. 29 octombrie 2005, Londra, Anglia, Regatul Unit) a fost o deținută politică și memorialistă din România, emigrată din 1948 în Europa Occidentală.

## Biografie
După absolvirea Facultății de Drept din București, devine secretar particular al generalului Nicolae Rădescu. După căderea guvernului Rădescu la 28 februarie 1945, este arestată și închisă. Reușește să evadeze și se refugiază în Franța. Mai târziu este corespondent la Radio Europa Liberă și la Radio BBC, secția română.
Prima căsătorie cu Ștefan Cosmovici, a doua cu Frank Lorimer Westwater, ofițer în Marina Regală Britanică și matematician.
În 1961 s-a mutat la Londra și a primit cetățenia britanică.

## Opera
- Au commencement était la fin: la dictature rouge à Bucarest, (Paris: Hachette, 1951)
- 1951: La început a fost sfârșitul, apărută în România la Editura Humanitas, 1992 și Fundația Culturală Memoria, 1999. ISBN: 973-99523-0-5. Tradusă în spaniolă Al principio fue el fin, ed. Xorki, Madrid, 2018. Trad.: Joaquín Garrigós.
- Georgescu, Adriana - La început a fost sfârșitul. Dictatura roșie la București; cuvânt înainte de Monica Lovinescu, traduere de Micaela Ghițescu. București: Editura Humanitas, 2019. ISBN 978-973-50-6341-2

## Decorații
În anul 2000 a fost decorată cu Ordinul Național „Serviciul Credincios”, în grad de Comandor.

## Legături externe
- Scriitori români în exil - Literatură de frontieră: Memorialiști, diariști, călători - Florin Manolescu
- MODELE de CURAJ. Adriana a vorbit despre violul și tortura din pușcărie
- Românii din exil în anii comunismului